# Björn Viljugrein
Björn Viljugrein é um médio da Noruega que nasceu em 24 de Novembro de 1969.

## Clubes
- 1988 : Strømmen IF
- 1991 : Strømmen IF
- 1993-1994 : Lørenskog IF
- 1995-1996 : Stabæk Fotball
- 2002 : Hønefoss BK